# Mekar Jaya (Bajubang)
Mekar Jaya is een bestuurslaag in het regentschap Batang Hari van de provincie Jambi, Indonesië. Mekar Jaya telt 1523 inwoners (volkstelling 2010).